# Rzyszczewko (powiat szczecinecki)
Rzyszczewko – mała osada w Polsce położona w województwie zachodniopomorskim, w powiecie szczecineckim, w gminie Biały Bór. Miejscowość wchodzi w skład sołectwa Kołtki. 
W latach 1975–1998 wieś należała do woj. koszalińskiego.
Inne miejscowości o nazwie Rzyszczewko: Rzyszczewko